# Директория (Чехия)

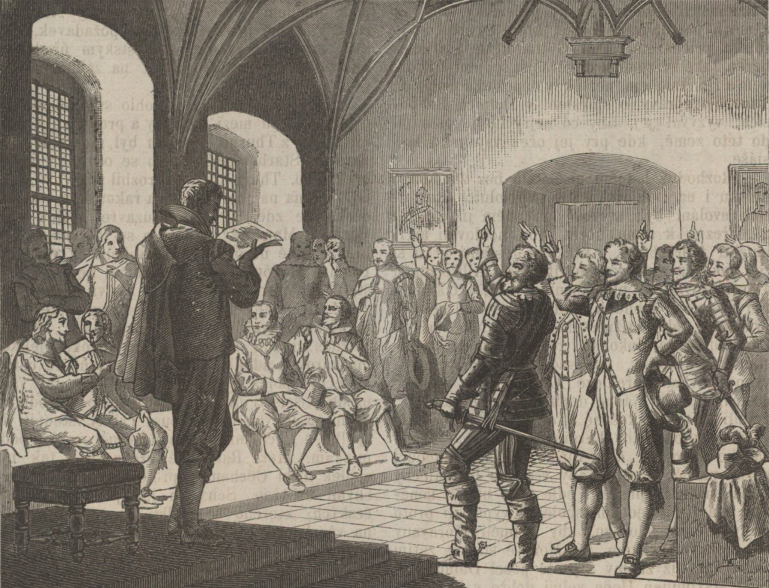
Последняя конференция в Чешском королевстве. Иллюстрация Юзефа Шейвла к «Чешско-моравской хронике», 1881

Директория (лат. Direktorium) — временное правительство Чешского королевства, впервые сформированное 26 июня 1609 года и восстановленное в мае 1618 года, в ходе антигабсбургского восстания. Включало 30 директоров, по 10 представителей от сословий панов, рыцарей и мещан. Руководил Директорией Вацлав Вилем из Роупова. Она проголосовала за низложение Фердинанда Габсбургского и за избрание королём Фридриха Пфальцского, после коронации которого в ноябре 1619 года сложила полномочия. Многие члены Директории были казнены в мае 1621 года, после разгрома восстания.

## Список членов Директории
Президент
- Вацлав Вилем из Роупова[4]

Сословие панов
- Богуслав Берка из Дубы
- Вилем Старший Попел из Лобковиц[5]
- Павел из Ржичан
- Пётр II из Швамберка
- Вацлав Вилем из Роупова
- Яхим Ондржей Шлик
- Вацлав Будовец
- Ян Альбин Шлик
- Вилем из Вхиниц и Тетова
  - Радслав Младший из Вхиниц и Тетова
- Альбрехт Ян Смиржицкий[6]

Сословие рыцарей
- Кашпар Каплирж из Сулевиц
- Прокоп Дворжецкий из Олбрамовиц
- Ольдржих Герсдорф из Герсдорфа
- Фридрих из Биле
- Кшиштоф Фиктум из Фиктума
  - Богуслав из Михаловиц
- Йиндржих Отта
- Альбрехт Пфефферкорн
- Гумпрехт Чернин из Хлудениц
- Штястны Вацлав Петипецкий
- Пётр Мильнер

Сословие мещан
- Мартин Фрувейн[7]
- Ян Теодор Сикст из Оттерсдорфа
- Даниел Скрета Сотновский из Жавориц
- Ян Орсиновский из Финстерфельда
- Валентин Кохан из Прахова
- Тобиаш Штефек
- Вацлав Писецкий
- Криштоф Кобер
- Ян Шультис из Фельсдорфа[8]
- Максимилиан Гошталек[9]